# 1-й Щипковский переулок
1-й Щипко́вский переу́лок (ранее Безымянный, Большой Мартыновский, 1-й Щиповский) — улица в центре Москвы в районах Замоскворечье и Даниловском между Большой Серпуховской улицей и улицей Щипок.

## История
1-й Щипковский переулок на схемах Серпуховской части Москвы середины XIX века не обозначен, с появлением на картах некоторое время именовался как Безымянный переулок, а затем вплоть до 1913 года именовался как Большой Мартыновский переулок. В 1914-1915 гг. встречаются оба названия, а после 1916 года - только 1-й Щиповский переулок. Щипковские переулки названы так в начале XX века по прилегающей старинной улице Щипок. В свою очередь, улица Щипок получила своё название по располагавшейся рядом таможенной заставе Земляного города, где провозившиеся в Москву товары тщательно проверяли, для чего щипали или щупали специальными приспособлениями. Сейчас сохранились три переулка: 1-й, 2-й и 4-й. 3-й Щипковский в 1922 году был переименован в Партийный переулок.

## Описание
1-й Щипковский переулок начинается от большого перекрёстка улиц Большой Серпуховской, Павловской и Павла Андреева как продолжение последней, проходит на северо-восток, справа к нему примыкает Партийный переулок, слева — 2-й Щипковский переулок, затем справа на него выходит 4-й, а 1-й при этом резко поворачивает на север, где на него вновь выходит 2-й Щипковский, затем поворачивает опять на северо-восток и заканчивается на улице Щипок. Справа от переулка от Партийного до 4-го Щипковского расположен комплекс исторического Завода Ильича (Партийный переулок, 1).

## Здания и сооружения
По нечётной стороне:
- № 1 — Научно-инженерный центр завода им. Владимира Ильича. В этом здании, с 1998 по 2006 год, располагались редакции и студии телеканалов Телеэкспо и MTV Россия[2][3];
- № 3 — Конструкторское бюро опытных работ; супермаркет «Верный»
- № 11/13 — Восстановление и ремонт инженерных сооружений и объектов внешнего благоустройства;
- № 19 — Гинекологическая больница № 11;
- № 23 — Колледж программирования и кибербезопасности при МИРЭА - Российском технологическом университете (РТУ МИРЭА);
- № 23, строение 2 — развлекательный комплекс «Академия»;

По чётной стороне:
- № 18 — хостел, мини-гостиница «Панда»
- № 20 — Институт перерабатывающей промышленности (ИПП); Международная промышленная академия; издательство «Хлебопродукты»; журнал «Хлебопродукты»; Росмука; Курсы иностранных языков «Alemaniaclub».
- № 26 строение 1 — «Дом Тарковского», здесь в 1934—1962 годах жили Арсений Александрович и Андрей Арсеньевич Тарковские. Двухэтажный дом, первый этаж которого был каменным, а второй деревянным, был построен в 1880-х годах; в 1917 году был перестроен под общежитие, а впоследствии — под жилые квартиры. В 1990-х годах здание, находившееся в аварийном состоянии, было расселено, а в 2004 году — разобрано. С 1988 года существуют планы восстановления дома и создания в нём музея Тарковских[4]. После воссоздания в доме планируется создать культурный центр. На основе архивных документов планируется построить такое же деревянное здание, как и при семье Тарковских[5][6][7].

## Переулок в культуре
В Первом Щипковском (тогда первом Щиповском) переулке снимался фильм «Самая обаятельная и привлекательная».